# テレサ・カスタルド
テレサ・カスタルドは、2018年1月25日から在フランスイタリア大使を務めている。2013年9月13日から2018年1月24日までは在アルゼンチン大使を務めていた。